# 伊犁郁金香
伊犁郁金香（学名：Tulipa iliensis）为百合科郁金香属的植物。分布在中亚地区以及中国大陆的新疆等地，生长于海拔400米至1,000米的地区，一般生长在山前平原和低山坡地，目前尚未由人工引种栽培。